# Святий проти зла мозку
«Святий проти зла мозку» (ісп. Santo contra el cerebro del mal) — кубино-мексиканський бойовик жахів 1961 року режисера Жозеліто Родрігеса, у ролях — Хоакін Кордеро, Норма Суарес, Енріке Самбрано та Родольфо Гузманом Уертою (головний герой-Санто). Хронологічно перший фільм про Санто. Випущений у 1961 році, знятий на Кубі в 1958 році, незадовго до вступу Фіделя Кастро до Гавани.

## Сюжет
Фільм розпочинається з зустрічі Санто з трьома гангстерами (Родольфо Гухман Уерта), які вбивають його на безлюдній алеї. Санто доставляють до лабораторії божевільного лікаря Кампоса (Хоакін Кордеро) і перетворюють на слухняного слугу божевільного лікаря через серію ін’єкцій та дію електричним струму. Кампос, вочевидь, шанований учений, друг лейтенанта Самбрано. Самбрано закликає його бути обережним: нещодавно викрали інших вчених. Фактично під час їх розмови гангстери та Санто з промитим мозком нападають на охоронців доктора Ловеля та викрадають вченого. Згодом йому проводиться промивання мозку в лабораторії Кампоса. Охоронці розповідають Самбрано, що Санто, агент поліції під прикриттям, був одним із викрадачів. Тим часом інший агент під прикриттям, Ель-Інкогніто (Фернандо Осес), використовує спеціальний пристрій для визначення місця укриття доктора Кампоса.
Еліза (Норма Суарес), секретарка Кампоса, знайомиться з Герардо (Альберто Інсуа), її хлопцем та помічником Кампоса (лише у зв’язку з його хорошою науковою роботою) за межами банку. Еліза намагається поговорити з менеджером банку, але отримує нечітку відповідь; йому дійсно промив мізки Кампос. Потім менеджер з промитими мізками продовжує пограбування банку, а Кампос стежить за подіями. Дещо згодом виявляється, що Кампосу припала до душі Еліза; він просить своїх поплічників викрасти її. Про злочин повідомляє Герардо. Самбрано приходить до висновку, що причиною викрадення Елізи стало те, що вона була ключовим свідком пограбування банку. Тим часом доктор Кампос передає агенту декілька секретних паперів, обіцяючи продати йому формулу для «розпаду клітин» наступного дня.
Інкогніто повертається в лабораторію й у складній та важкій боротьбі перемагає Санто. Інкогніто в чорній масці вводить Санто протиотруту до сироватки з промивання мозку, але просить Санто вдавати, ніби в нього все ще «промитий» мозок.
Доктор Кампос передає Герардо наркотичний напій і тікає до його лабораторії через таємний прохід. Він прибуває до схованки; іноземний агент прибуває з іншою людиною, щоб перевірити плани щодо розпаду клітин. Однак Самбрано, отримавши повідомлення від Ель-Інкогніто, наказує здійснити наліт на лабораторію. Санто та Інкогніто б’ються з прислужниками Кампоса, коли прибуває поліція, але Кампосу вдається втекти разом з Елізою. Повернувшись до свого будинку, Кампос тримає Елізу в заручниках. Інкогніто відволікає його увагу, поки Санто піднімається на дах, щоб пробратися крізь запасний шлях; Кампос стріляє в Ель-Інкогніто, але Герардо прокидається від наркотичного ступору і бореться з ним. Санто вривається і бореться з Кампосом, який схопив ніж і готовий вбити борця в масці, поки Самбрано не застрелить його. Своїм передсмертним подихом Кампос просить вибачення у Елізи.

## У ролях
- Хоакін Кордеро — Доктор Кампос
- Норма Суарес — Еліза
- Енріке Самбрано — лейтенант Самбрано
- Альберто Інсуа — Герардо
- Родольфо Гузман Уерта — Санто (відомий у фільмі як Ель-Енмаскарадо)
- Фернандо Осес — Ель-Інкогніто